# Маний Аквилий (консул 101 года до н. э.)
Ма́ний Акви́лий (лат. Manius Aquilius; убит в 88 году до н. э., Пергам, Азия, Римская республика) — древнеримский военачальник и политический деятель, консул 101 года до н. э. Сделал карьеру при поддержке Гая Мария, в армии которого он служил. В 100 году до н. э. в качестве проконсула подавил восстание рабов в Сицилии. Позже был привлечён к суду за злоупотребления в провинции, но его оправдали благодаря блистательной речи защитника — Марка Антония Оратора. В 90 году возглавил дипломатическую миссию на Востоке и фактически спровоцировал Первую Митридатову войну. Потерпел поражение, попал в плен к понтийскому царю Митридату VI и был казнён.

## Биография

### Карьера
Маний Аквилий принадлежал к старинному роду Аквилиев и был, вероятно, сыном консула 129 года до н. э., носившего то же имя. Он впервые упоминается в источниках под 103 годом до н. э. как легат в армии Гая Мария, которая в Нарбонской Галлии прикрывала Италию от нашествия германцев. Тем не менее согласно lex Villia Аквилий должен был занимать претуру не позже 104 года до н. э.
В эти годы Марий был самым влиятельным человеком в Риме: он не только сам становился консулом пять раз подряд (даты выборов — 105—101 годы до н. э.), но и фактически имел возможность выбирать себе коллег. В конце 103 года он оставил Аквилия во главе армии, чтобы съездить в Рим и добиться своего переизбрания в паре с Квинтом Лутацием Катулом; годом позже, после победы над тевтонами при Аквах Секстиевых, уже сам Аквилий стал коллегой Мария по консульству. Но Кимврскую войну Марий закончил совместно с Катулом, который тогда был уже проконсулом; Аквилий же был направлен на юг.
Ещё в 104 году до н. э. началось восстание рабов в Сицилии, принявшее опасные масштабы. Два претора, Луций Лициний Лукулл и Гай Сервилий, не смогли его подавить и были за это подвергнуты судебному преследованию. Наконец, в 101 году командование поручили одному из консулов. Если под командованием Лукулла находилась 17-тысячная армия, то Аквилий, вероятно, возглавил ещё более крупные силы. В большом сражении он лично сразился с вождём восстания Афинионом и убил его. Сам консул был ранен в этом поединке в голову, но поправился и продолжил военные действия. Остатки повстанцев заняли оборону в крепостях; Аквилий заставил все эти крепости сдаться, лишив их защитников продовольствия. Последняя тысяча мятежников во главе с Сатиром сдалась и была отправлена в Рим, на гладиаторские игры. Здесь пленные «привели свои жизни к наиболее славному концу»: вместо того, чтобы сражаться с дикими зверями на потеху публике, они перебили друг друга.
Войну Аквилий закончил уже в 100 году, в качестве проконсула. Солдаты провозгласили его императором, а сенат удостоил овации.

### Судебный процесс
В 90-е годы Маний Аквилий был привлечён к суду по обвинению в злоупотреблениях властью. Более точная дата процесса неизвестна: эпитоматор Ливия поместил рассказ об этих событиях в периоху 70-й книги, охватывающей обширный период с 99 по 92 годы до н. э., причём последовательность событий внутри периохи ничего не даёт: порядок мог быть и произвольным. Одни исследователи считают, что этот процесс скорее мог произойти в середине десятилетия, другие относят его к 98 или 97 году до н. э.
Обвинителем был некто Луций Фуфий, малоизвестный человек и плохой оратор. Вина подсудимого казалась вполне очевидной, поскольку Аквилий, по словам германского историка Вильгельма Ине, «был храбрым и заслуженным полководцем, но так же, как его отец и большинство товарищей по сословию, на службе Республике… не забывал о собственной выгоде». Марк Туллий Цицерон сообщает, что Аквилия обличали многочисленные свидетельские показания. Но старый покровитель подсудимого Гай Марий счёл обвинение направленным против себя лично. Неизвестно, были ли у него на это основания и стояли ли за Фуфием более влиятельные люди; по мнению некоторых учёных, процесс Аквилия стоит в одном ряду с процессами Норбана, Марцелла и Тита Матриния, целью которых было потеснить слабеющего победителя германцев. Чтобы добиться оправдательного приговора и сохранить таким образом своё влияние, Марий привлёк к участию в процессе в качестве защитника одного из двух лучших ораторов эпохи — Марка Антония. Последний, вероятно, только благодаря поддержке Мария смог добиться консульства на 99 год до н. э. и теперь должен был оказать ответную услугу.
О ходе процесса известно из сочинений Цицерона, который был большим поклонником Антония. В уста последнего Марк Туллий вложил в трактате «Об ораторе» рассказ о том, как защитник увидел Аквилия «удручённым, обессиленным, страждущим в величайшей опасности — и раньше сам был захвачен состраданием, а потом уже попытался возбудить сострадание и в других». Обращаясь к присутствовавшему на процессе Марию, Антоний «призывал его быть заступником за общую долю полководцев», а тот в ответ плакал.
В финале своего выступления защитник прибег к театральному эффекту, ставшему знаменитым:

Как оратор будучи не только умён, но и решителен, он, заканчивая речь, сам схватил Мания Аквилия за руку, поставил его у всех на виду и разорвал ему на груди тунику, чтобы римский народ и судьи могли видеть рубцы от ранений, полученных им прямо в грудь; в то же время он долго говорил о ране в голову, нанесённой Аквилию военачальником врагов, и внушил судьям, которым предстояло вынести приговор, сильные опасения, что человек, которого судьба уберегла от оружия врагов, когда он сам не щадил себя, окажется сохранённым не для того, чтобы слышать хвалу от римского народа, а чтобы испытать на себе суровость судей.
— Цицерон. Против Гая Верреса («О казнях»), 3.
В результате Аквилий был оправдан.

### Маний Аквилий и процессПублия Рутилия Руфа
В историографии высказывалась гипотеза о том, что Аквилий мог быть причастен к осуждению Публия Рутилия, которое произошло, вероятно, в 92 году до н. э. Рутилий был легатом при проконсуле Азии Квинте Муции Сцеволе, активно боровшемся во время своего наместничества против произвола римских откупщиков — публиканов. Рутилия осудили вскоре после возвращения в Рим по явно сфабрикованному обвинению. Существует предположение, что против Квинта Муция и Публия Рутилия объединились видные сенаторы, чьи материальные интересы были связаны с Азией: это могли быть Гай Марий, Марк Эмилий Скавр и Маний Аквилий. Известно, что последний, будучи сыном основателя провинции Азия, имел там обширные связи и занимался в этом регионе ростовщическими операциями, а потому наверняка получал доходы от деятельности публиканов; в подготовке процесса против Рутилия Аквилию мог помочь его собственный опыт.

### Миссия на Востоке

Малая Азия в 89 году до н.э.

В следующий раз Аквилий упоминается в источниках под 90 годом до н. э., когда он возглавил посольство на Восток. Э.Бэдиан считает, что послы имели чётко сформулированную задачу, поставленную Марием, — развязать войну с Понтийским царством. Возможно, Марий ещё в начале 90-х годов мечтал спровоцировать такой конфликт, чтобы возглавить в нём римскую армию; и Аквилия он в таком случае защитил от судебных обвинений для того, чтобы тот ему помог. Правда, существует мнение, что развязывать войну Марий не собирался и только изучал обстановку, и что реальными провокациями занималась другая сторона конфликта.
К 90 году до н. э. произошло опасное усиление одного из царств, соседствовавших с римской провинцией Азия, — Понта. Местный царь Митридат Эвпатор возвёл своего ставленника на престол Вифинии и занял Каппадокию. Римский сенат направил в этот регион Мания Аквилия для того, чтобы тот при поддержке наместника Азии Гая Кассия вернул престолы Никомеду IV и Ариобарзану I соответственно. По одной версии традиции, понтийский царь отказался выполнять требования римлян, и те решили вопрос силой, с помощью провинциальной армии и специально набранных фригийцев и галатов; по другой версии, Митридат всё же уступил и даже убил Сократа Хреста — своего вифинского ставленника. Но на этом дело не закончилось.
Истинной целью Аквилия было даже не восстановление статус-кво, а уничтожение могущества Митридата; к обострению конфликта его подталкивало и личное тщеславие. Он начал побуждать вифинского и каппадокийского царей к набегам на Понт. Те боялись Митридата, но Никомеду пришлось уступить римлянам, поскольку он был должен им огромные суммы за помощь; он предпринял набег и разграбил владения Митридата до Амастриды. Понтийский царь, вместо того, чтобы оказать сопротивление, обратился к римлянам с просьбой вмешаться. Аппиан, описывая трёхсторонние переговоры, вкладывает в уста понтийских послов напоминания о старых союзах между Понтом и Римом, за которые последний отплатил отторжением у своего друга ряда территорий и попустительством Никомеду, а в уста послов Вифинии — утверждения о масштабных военных приготовлениях Митридата, направленных против Рима. Аквилий и Кассий, если верить тому же Аппиану, взяли у обеих сторон деньги за определённое решение проблемы, но дали уклончивый ответ, фактически выгодный вифинской стороне: «Мы бы не хотели, чтобы и Митридат потерпел что-либо неприятное от Никомеда, но мы не потерпим, чтобы против Никомеда была начата война: мы считаем, что не в интересах римлян, чтобы Никомед потерпел ущерб».

### Начало Первой Митридатовой войны и гибель Аквилия
Убедившись, что Рим поддерживает Никомеда, понтийский царь начал открытую подготовку к войне и в очередной раз занял Каппадокию (89 год до н. э.). Римляне в ответ собрали три армии, которые возглавили Гай Кассий, Квинт Оппий и Аквилий; последний занял оборонительные позиции на самом удобном пути из Понта в Вифинию. Но известия о разгроме Никомеда понтийцами у реки Амней показали, что к настоящей войне римская сторона не была готова. Аквилий попытался «незаметно уйти», был настигнут понтийскими военачальниками Неоптолемом и Неманом при Пахии на реке Сангарий и в сражении потерял убитыми, если верить Аппиану, 10 тысяч человек. Его лагерь был взят, а сам Аквилий спасся бегством к Кассию.
Армия Кассия состояла исключительно из провинциалов, не желавших воевать, так что попытка римских полководцев закрепиться у Леонтокефалеи во Фригии закончилась неудачей: их солдаты разбежались. Неудачливый наместник Азии, Аквилий и Никомед укрылись в Апамее, но вскоре разъехались. Аквилий отправился или на Родос, или на Лесбос. Когда Митридат во главе флота двинулся вдоль побережья Ионии, принимая под свою власть близлежащие города, жители Митилены выдали Аквилия в оковах царю, чтобы продемонстрировать свою лояльность.
С римлянами в этой войне Митридат обходился жестоко: это нужно было ему в том числе для обеспечения поддержки местного населения. Царь долго возил пленника на осле, показывая его своим новым подданным; позже это дало Валерию Максиму повод написать, что Аквилий, упустив возможность умереть со славой, был достоин «римской власти» меньше, чем «понтийской казни». Казнь эта состоялась в Пергаме: по одной версии, римлянина «избивали и зверски замучили», по другой — ему залили горло расплавленным золотом.

## Потомки
До наших дней сохранилась двойная надпись (на латыни и древнегреческом) на одном из мильных камней, найденном в южной части Лидии. Из её текста следует, что квестор Луций Аквилий, сын Мания, внук Мания, Флор руководил ремонтными работами дороги, вымощенной «консулом Римлян» Аквилием в 129—126 годах до н. э. Существует предположение, что этот сенатор приходился внуком консулу 129 года, а, согласно альтернативной версии, — правнуком.

## В художественной литературе
Маний Аквилий является эпизодическим персонажем в исторических романах Милия Езерского «Марий и Сулла» и Колин Маккалоу «Первый человек в Риме» и «Венок из трав». А также в историческом романе Александра Немировского «Пурпур и яд».